# Albertson (Nova Iorque)
Albertson é um hamlet e uma região censo-designada da vila de North Hempstead, localizada no estado americano de Nova Iorque, no Condado de Nassau. Possui mais de 5 mil habitantes, de acordo com o censo nacional de 2020.

## Geografia
De acordo com o Departamento do Censo dos Estados Unidos, a região tem uma área de 1,8 km², dos quais todos os 1,8 km² estão cobertos por terra.

### Localidades na vizinhança
O diagrama seguinte representa as localidades num raio de 4 km ao redor de Albertson.

## Demografia

### Censo 2020
Segundo o censo nacional de 2020, a sua população é de 5 220 habitantes e sua densidade populacional de 2 968,3 hab/km². Seu crescimento populacional na última década foi de 0,7%, bem abaixo do crescimento estadual de 4,2%.
Possui 1 857 residências que resulta em uma densidade de 1 056,0 residências/km² e um aumento de 0,4% em relação ao censo anterior. Deste total, 3,3% das unidades habitacionais estão desocupadas. A média de ocupação é de 2,9 pessoas por residência.
A renda familiar média é de 128 116 dólares e a taxa de emprego é de 59,6%.